# Uretra
A uretra (em grego clássico: οὐρήθρα; romaniz.: ourḗthrā) é um tubo que liga a bexiga uretral ao meato ureteral para a remoção da urina do corpo tanto de mulheres como de homens. Nas fêmeas humanas e em outros primatas, a uretra se conecta ao meato uretral acima da vagina, enquanto nos marsupiais, a uretra da fêmea deságua no seio urogenital.
As mulheres usam a uretra apenas para urinar, mas os homens usam a uretra tanto para urinar quanto para ejacular. O esfíncter uretral externo é um músculo estriado que permite o controle voluntário da micção. O esfíncter interno, formado pelos músculos lisos involuntários que revestem o colo da bexiga e a uretra, recebe seu suprimento nervoso pela divisão simpática do sistema nervoso autônomo. O esfíncter interno está presente tanto em homens quanto em mulheres.

## Desenvolvimento
No embrião em desenvolvimento, na extremidade posterior encontra-se uma cloaca. Este, ao longo da quarta à sétima semana, divide-se num seio urogenital e no início do canal anal, formando-se uma parede entre estas duas bolsas denominada septo urorretal. O seio urogenital se divide em três partes, com a parte intermediária formando a uretra; a parte superior é maior e se torna a bexiga urinária, e a parte inferior muda então dependendo do sexo biológico do embrião. As células que revestem a uretra (o epitélio) vêm da endoderme, enquanto o tecido conjuntivo e as partes do músculo liso são derivadas da mesoderme.
Após o terceiro mês, a uretra também contribui para o desenvolvimento de estruturas associadas dependendo do sexo biológico do embrião. No homem, o epitélio se multiplica para formar a próstata. Na mulher, a parte superior da uretra forma a uretra e as glândulas parauretrais.

## Função

### Micção
A uretra é o vaso através do qual a urina passa após sair da bexiga. Durante a micção, o músculo liso que reveste a uretra relaxa em conjunto com a(s) contração(ões) da bexiga para expelir a urina com força em um jato pressurizado. Depois disso, a uretra restabelece o tônus muscular contraindo a camada muscular lisa, e a bexiga retorna a um estado relaxado e inativo. As células musculares lisas da uretra são mecanicamente acopladas entre si para coordenar a força mecânica e a sinalização elétrica de uma forma organizada e unitária.

### Ejaculação
A uretra masculina é o canal para o sêmen durante a relação sexual. A urina é removida antes da ejaculação pelo líquido pré-ejaculado – chamado líquido de Cowper – da glândula bulbouretral.

## História
A palavra "uretra" vem do radical grego antigo "uro", relacionado à micção, com a estrutura descrita já na época de Hipócrates. No entanto, é confuso que na época fosse chamado de "ureter". Depois disso, os termos "ureter" e "uretra" foram usados de forma variável para se referirem um ao outro por mais de um milênio. Foi somente na década de 1550 que anatomistas como Bartolomeo Eustacchio e Jacobus Sylvius começaram a usar os termos para se referir específica e consistentemente ao que no português moderno é chamado de ureter e uretra. Depois disso, nos séculos XIX e XX, vários termos relacionados às estruturas, como uretrite e uretrografia, foram cunhados.
Pedras nos rins foram identificadas e registradas desde que existem registros históricos escritos. O trato urinário, bem como sua função de drenar a urina dos rins, foi descrito por Galeno no século II. A cirurgia na uretra para remover pedras nos rins foi descrita pelo menos desde o primeiro século por Aulo Cornélio Celso.

## Imagens adicionais

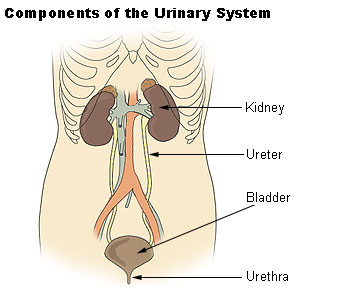
Sistema urinário
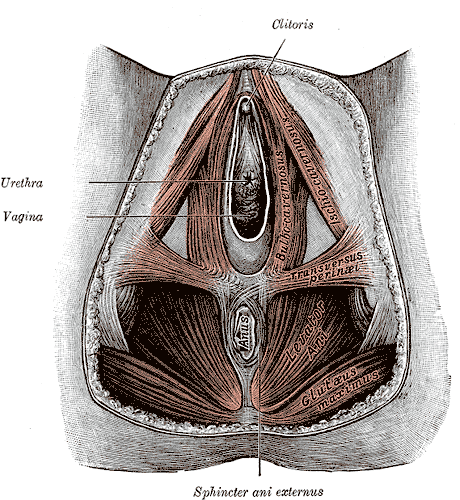
Músculos do períneo feminino
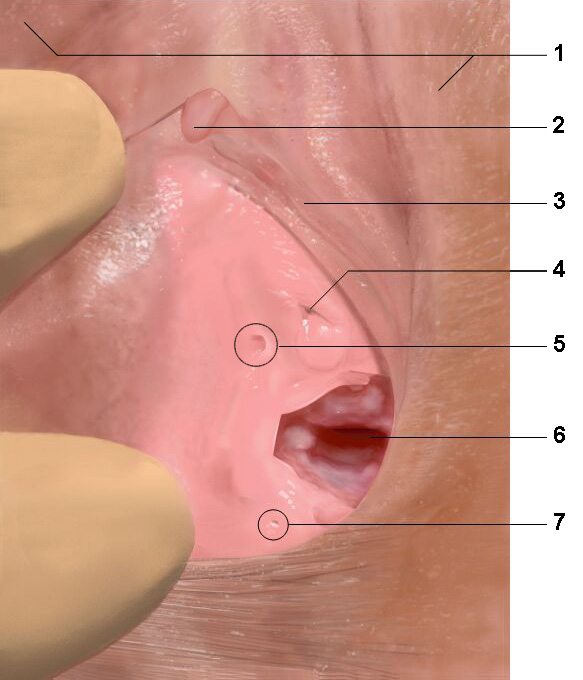
Saída da Uretra feminina mostrada em (4).

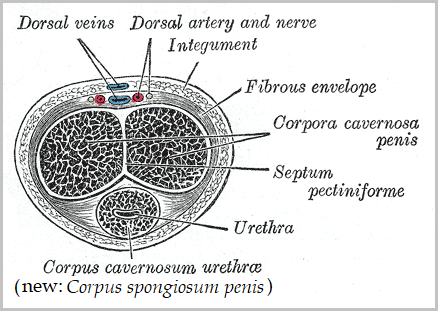
Secção transversal do pênis
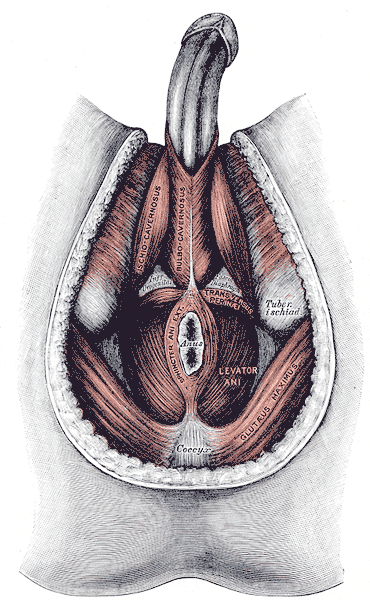
Musculatura do períneo masculino.
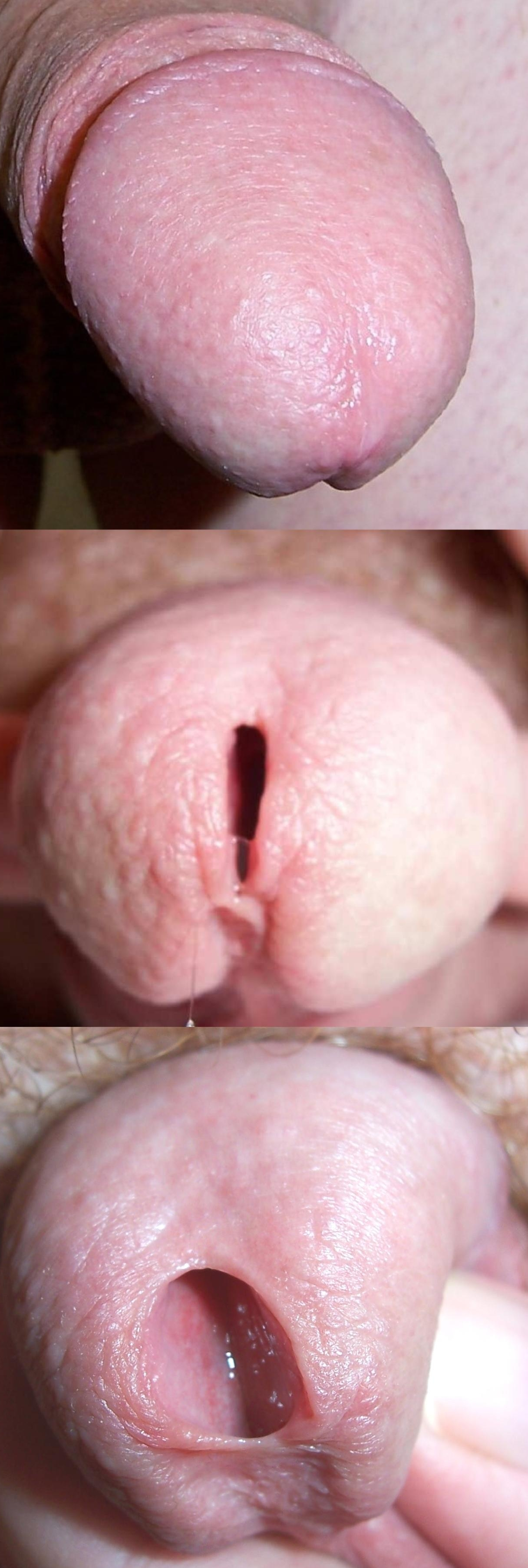
Saída da Uretra masculina.